# العلاقات الصومالية المغربية
العلاقات الصومالية المغربية هي العلاقات الثنائية التي تجمع بين الصومال والمغرب.

## مقارنة بين البلدين
هذه مقارنة عامة ومرجعية للدولتين:
| وجه المقارنة                                              | الصومال                        | المغرب                                 |
| --------------------------------------------------------- | ------------------------------ | -------------------------------------- |
| المساحة (كم2)                                             | 637.66 ألف                     | 710.85 ألف                             |
| عدد السكان (نسمة)                                         | 14.74 مليون                    | 36.07 مليون                            |
| الكثافة السكانية (ن./كم²)                                 | 23.12                          | 50.74                                  |
| العاصمة                                                   | مقديشو                         | الرباط                                 |
| اللغة الرسمية                                             | اللغة الصومالية، اللغة العربية | اللغة العربية، أمازيغية معيارية مغربية |
| العملة                                                    | شلن صومالي                     | درهم مغربي                             |
| الناتج المحلي الإجمالي (بليون دولار)                      | 7.37 مليار                     | 109.14 مليار                           |
| الناتج المحلي الإجمالي (تعادل القوة الشرائية) بليون دولار |                                | 274.06 مليار                           |
| الناتج المحلي الإجمالي الاسمي للفرد دولار أمريكي          | 549                            | 2.88 ألف                               |
| الناتج المحلي الإجمالي للفرد دولار أمريكي                 |                                | 7.49 ألف                               |
| مؤشر التنمية البشرية                                      |                                | 0.628                                  |
| رمز المكالمات الدولي                                      | +252                           | +212                                   |
| رمز الإنترنت                                              | .so                            | .ma                                    |
| المنطقة الزمنية                                           | ت ع م+03:00                    | ت ع م+01:00                            |

## منظمات دولية مشتركة
يشترك البلدان في عضوية مجموعة من المنظمات الدولية، منها:
| علم المنظمة | اسم المنظمة                                 | تاريخ انضمام الصومال | تاريخ انضمام المغرب |
| ----------- | ------------------------------------------- | -------------------- | ------------------- |
|             | الأمم المتحدة                               | 20 سبتمبر 1960       | 12 نوفمبر 1956      |
|             | الفريق المعني برصد الأرض                    | ?                    | ?                   |
|             | جامعة الدول العربية                         | 14 فبراير 1974       | 1 أكتوبر 1958       |
|             | صندوق النقد العربي                          | ?                    | ?                   |
|             | منظمة التعاون الإسلامي                      | ?                    | 25 سبتمبر 1969      |
|             | منظمة حظر الأسلحة الكيميائية                | ?                    | ?                   |
|             | منظمة الشرطة الجنائية الدولية               | ?                    | ?                   |
|             | الاتحاد الأفريقي                            | ?                    | ?                   |
|             | البنك الإفريقي للتنمية                      | ?                    | ?                   |
|             | الصندوق العربي للإنماء الاقتصادي والاجتماعي | ?                    | ?                   |
|             | مؤسسة التنمية الدولية                       | 31 أغسطس 1962        | 29 ديسمبر 1960      |
|             | يونسكو                                      | 15 نوفمبر 1960       | 7 نوفمبر 1956       |
|             | الاتحاد البريدي العالمي                     | ?                    | ?                   |
|             | البنك الدولي للإنشاء والتعمير               | 31 أغسطس 1962        | 25 أبريل 1958       |
|             | الاتحاد الدولي للاتصالات                    | 28 سبتمبر 1962       | 1 نوفمبر 1956       |
|             | مؤسسة التمويل الدولية                       | 31 أغسطس 1962        | 30 أغسطس 1962       |
|             | المركز الدولي لتسوية المنازعات الاستشارية   | 30 مارس 1968         | 10 يونيو 1967       |

## وصلات خارجية
- موقع وزارة الخارجية الصومالية
- موقع وزارة الخارجية المغربية